# Chamaeleon macrophyllus
Chamaeleon macrophyllus là một loài thực vật có hoa trong họ Cúc. Loài này được (Desf.) D.P.Petit mô tả khoa học đầu tiên năm 1987.